# Takeda Katsuyori
Takeda Katsuyori (武田 勝頼?; 1546 – 3 aprile 1582) è stato un militare giapponese, conosciuto per essere stato capo del clan Takeda nell'epoca Sengoku e successore del leggendario signore Takeda Shingen.
Katsuyori era nato dall'unione di quest'ultimo e Suwa goryōnin (諏訪御料人? il cui vero nome è ignoto), figlia di Suwa Yorishige. Ebbe a sua volta due figli: Takeda Nobukatsu e Katsuchika.
Katsuyori, inizialmente conosciuto come Suwa Shirō Katsuyori (諏訪四郎勝頼?) succedette a sua madre nel clan Suwa e fece del castello Takatō la sede del suo dominio. Dopo la morte del fratello maggiore Takeda Yoshinobu, Nobukatsu, il figlio di Katsuyori divenne erede del clan Takeda, nominando il padre capo di fatto della famiglia. Fu accusato dal clan dopo la morte di Shingen e combatté Tokugawa Ieyasu a Takatenjin nel 1574 e a Nagashino nel 1575. Prese anche possesso di Takatenjin, e questa vittoria gli assicurò l'appoggio di tutto il clan.
Commise seppuku nella battaglia di Temmokuzan del 1582, incalzato dalle truppe nemiche dei clan Oda e Tokugawa, che distrussero completamente il suo esercito.
Le gesta militari del clan Takeda, dalla nascita di Takeda Shingen fino alla morte di suo figlio Katsuyori sono trattate nel Kōyō Gunkan.